# Levent Tuncat
Levent Tuncat (* 29. Juli 1988 in Duisburg) ist ein ehemaliger deutscher Taekwondoin.

## Sportlicher Werdegang
Levent Tuncat erreichte seinen ersten internationalen Erfolg mit dem Gewinn der Silbermedaille bei den Taekwondo-Jugendeuropameisterschaften 2003 in Athen in der Gewichtsklasse bis 45 kg. Bei den Jugendeuropameisterschaften 2005 in Baku wurde er Vizeeuropameister in der Klasse bis 55 kg. Bei den im selben Jahr stattfindenden Senioren-Europameisterschaften in Riga gewann Tuncat die Goldmedaille in der Klasse bis 54 kg.
Weiterhin wurde er 2006 in Bonn Europameister in der Klasse bis 58 kg sowie 2008 in Rom in der Klasse bis 62 kg. 2014 wurde er in Baku erneut Vizeeuropameister in der Klasse bis 58 kg.
Ende September 2007 konnte Tuncat beim Weltqualifikationsturnier in Manchester einen olympischen Startplatz für Deutschland in der Gewichtsklasse bis 58 kg sichern. Deutschland entsandte somit die maximale Anzahl von vier Athleten zu den Olympischen Spielen 2008. In Peking schied Tuncat in der Viertelfinalrunde gegen Rohullah Nikpai aus Afghanistan aus.
Verletzungsbedingt konnte Tuncat eine Qualifikation für die Olympischen Spiele 2012 in London nicht anstreben.
Bei den Europaspielen 2015 in Baku und bei den Militärweltspielen 2015 in Mungyeong gewann er jeweils eine Bronzemedaille.
Tuncat musste auf die Teilnahme an den Olympischen Spielen 2016 in Rio de Janeiro verzichten, da er sich beim Training einen Bruch der Augen- und Nasenwand zugezogen hatte.

## Werdegang
Tuncat absolvierte eine Ausbildung zum Industriekaufmann. Nach der Beendigung seiner aktiven Karriere gründete er einen eigenen Taekwondo-Verein in Duisburg.

## Ehrungen
- Goldene Ehrennadel der NWTU
- Goldene Ehrennadel mit Silbernem Lorbeerenkranz der DTU
- Duisburger Sportler des Jahres 2007 gewählt.[8]